# Arievaldo Viana
Arievaldo Viana Lima (Madalena, 18 settembre 1967 – Fortaleza, 30 maggio 2020) è stato un poeta, conduttore radiofonico e illustratore brasiliano, specializzato nella letteratura di cordel.
Era fratello di Klévisson Viana.

## Biografia
Nacque a Madalena, nello Stato del Ceará, il 18 settembre 1967. Fu il creatore del progetto Acorda cordel na sala de aula ("Sveglia cordel nelle aule di scuola"), che utilizza questo tipo di poesia popolare nell'alfabetizzazione di bambini ed adulti, progetto lanciato dall'Assessorato dell'Educazione e Cultura del comune di Canindé (Ceará) e adottato da altri comuni dello Stato brasiliano.
Fu consulente televisivo e radiofonico di una serie di programmi sulla letteratura di cordel.
Nel 2000 divenne membro dell’Academia Brasileira de Literatura de Cordel - ABLC (Rio de Janeiro-RJ), dove occupava il seggio nº 40.
Collaborò col fratello Klévisson e con altri poeti cordelisti come Pedro Paulo Paulino, Jota Batista, Gonzaga Vieira, Zé Maria de Fortaleza, Manoel Monteiro da Silva, Rouxinol do Rinaré e Marco Haurélio.
È morto nel 2020 a causa di un'infezione batterica.

## Opere

### Libri
- O Baú da Gaiatice
- São Francisco de Canindé na Literatura de Cordel
- Acorda Cordel na Sala de Aula - 2 edizioni
- Dona Baratinha e seu casório atrapalhado
- O bicho folharal
- Mala da Cobra - Almanaque Matuto

### Cordeis
Viana fu autore di circa un centinaio di cordeis, i più conosciuti sono: 
- A mulher fofoqueira e o marido prevenido
- A vida de Gangão de rabo e seu defloramento
- As proezas de Broca da Silveira (com Pedro Paulo Paulino)
- Atrás do pobre anda um bicho
- Brasil - 500 anos de resistência popular
- Encontro com a consciência
- Encontro de FHC com Pedro Álvares Cabral
- Galope para patativa e Castro Alves
- História completa do navegador João de Calais
- História da Rainha Ester
- Jerônimo e Paulina - o prêmio da bravura
- Luiz Gonzaga - o rei do baião
- O batizado do gato
- O casamento da raposa com o timbu
- O crime das três maçãs
- O divórcio da cachorra (con Klévisson Viana)
- O príncipe Natan e o cavalo mandingueiro
- Peleja da cachorra cantadeira com o macaco embolador (con Klévisson Viana)
- Peleja de Zé Limeira com Zé Ramalho da Paraíba
- Presepadas de Seu Lunga com um casal de caborés (con Klévisson Viana)
- Rodolfo e Leocádia - a força do sangue
- Romance da moça que namorou com um pai de chiqueiro
- Romance de Luzia Homem
- Um dia de eleição no país da bicharada
- Um pagode no inferno ou a nova loura do cão
- Melancia - Coco Verde - Editrice CORAG RS
- 300 Onças - Editrice CORAG RS
- A ambição de Macbeth ou a maldade feminina - Editora CORTEZ
- João de Calais e sua amada Constança - Editrice FTD
- Padre Cícero, o santo do povo - Editrice Demócrito Rocha